# Coleocornutia
Coleocornutia är ett släkte av fjärilar. Coleocornutia ingår i familjen mott.
Kladogram enligt Catalogue of Life:
| Coleocornutia | \| \| Coleocornutia ecbataniella \| \| \| \| \| \| Coleocornutia shirazella \| \| \| \| |
|               | \| \| Coleocornutia ecbataniella \| \| \| \| \| \| Coleocornutia shirazella \| \| \| \| |
|               | Coleocornutia ecbataniella                                                              |
|               |                                                                                         |
|               | Coleocornutia shirazella                                                                |
|               |                                                                                         |